# Acción de devastación
La acción de devastación asiste de modo privilegiado al acreedor hipotecario para poder pedir al juzgado la posesión interina e inmediata de la finca o bien hipotecado, cuando su poseedor, ya sea el propio deudor o sea un tercero, le causen daños físicos, o jurídicos, que menoscaben el valor de realización de la cosa hipotecada (en España, cfr. art. 117 de la Ley Hipotecaria y el art. 219 del Reglamento Hipotecario; este último trata el llamado arrendamiento gravoso, con el que se causa al inmueble la llamada devastación jurídica).
La razón de la existencia de la acción de devastación en favor del acreedor hipotecario descansa en la circunstancia de que la hipoteca es un derecho real sobre bienes ajenos (ius in re aliena), por tanto es su esencia que los bienes hipotecados no pertenezcan al acreedor hipotecario debiendo constituirse sobre cosas de titularidad distinta a la de dicho acreedor. El bien hipotecado continúa en posesión de su dueño, el deudor hipotecario, o de un tercero, hipotecante no deudor, y sólo en los casos en que el valor de la cosa hipotecada esté sufriendo menoscabo en perjuicio del acreedor hipotecario, este puede pedir la posesión y administración interina, a los solos fines de preservar su valor, mediante el ejercicio de la llamada acción de devastación, para el que se halla plenamente facultado.